# Naomi Girma
Naomi Girma, född 14 juni 2000 i San Jose, är en amerikansk fotbollsspelare.

## Karriär
Naomi Girma inledde efter spel på collegenivå sin seniorkarriär i San Diego Wave. Hon debuterade i USAs landslag år 2022, och ingick i det amerikanska lag som vid olympiska sommarspelen 2024 i Paris tog guld efter att ha besegrat Brasilien i finalmatchen.